# Gestreiftes Borstenhörnchen
Das Gestreifte Borstenhörnchen (Xerus erythropus), auch Gestreiftes Erdhörnchen, Tschadziesel-Hörnchen  oder West-Hörnchen genannt, ist mit einer Körperlänge von 22 bis 30 Zentimetern und einer Schwanzlänge von 18 bis 27 Zentimetern ein mittelgroßer Vertreter aus der Familie der Hörnchen.

## Aussehen
Gestreifte Borstenhörnchen haben eine bräunliche Fellfärbung am Rücken und der Körperseite. Der Bauch ist weiß. Als Besonderheit ist ein dicker länglicher Streifen an der Körperseite, der oben weiß und unten schwarz abgesetzt ist. Sie haben ein sehr glattes, hartes Fell und kaum Unterhaar. Der Kopf ist länglich und eher flach. Der übrige Körper ist schmal und am Rücken gedrungen. Der lange Schwanz ist sehr buschig und sehr stark gefranst. Die Vorder- und Hintergliedmaßen sind sehr kräftig und mit langen Krallen versehen.

## Verbreitung und Lebensraum
Diese Art kommt in Afrika von Marokko bis Kenia und Uganda vor. Sie bewohnt dort die Wald-, Busch- und Savannengebiete.

## Lebensweise  und Fortpflanzung
Das Gestreifte Borstenhörnchen bewohnt in der Savanne selbst gegrabene unterirdische Bauten mit ein bis zwei Meter langen Tunnelröhren und mehreren Abzweigungen. Die tagaktiven Tiere sammeln in der Umgebung ihrer Behausungen vor allem Pflanzensamen, Knospen, Wurzeln und Beeren. Die sehr geselligen Tiere begrüßen ihre Artgenossen mit „Küssen“ oder Schwanzschlägen. Der lange buschige Schwanz wird von den Tieren – über dem Körper gebogen – als natürlicher Sonnenschirm genutzt. Zu seinen natürlichen Feinden zählen größere Greifvögel, Schlangen, Ichneumons und andere Raubtiere. In den Monaten März und April findet die Paarung statt. Die Tragzeit der Weibchen beträgt ca. 4 Wochen, danach kommen meist 3–4  Junge zur Welt.

## Besonderheiten
In manchen Gegenden ihres Verbreitungsgebietes glaubt man, ihr Biss sei giftig, dies rührt jedoch von Streptokokken, welche sich in ihren Speicheldrüsen befinden können und bei Bissen mit übertragen werden können, her.

## Gefährdung und Schutzmaßnahmen
Da diese Art weit verbreitet ist und keinerlei konkrete Bedrohungen bekannt sind, wird sie von der IUCN als ungefährdet (Least Concern) eingestuft.